# 第16师团
第16师团是大日本帝國陸軍的一个甲种师团，是日军在二战爆发前17个常备师团之一，装备较精良，战斗力较强。该师团违反国际战争法，是参加了南京大屠杀暴行主要日军部队之一。其师团长中岛今朝吾的作戰日記也在日后於远东国际军事法庭上作為書面証據，以之佐證松井石根的罪行。

## 兵员及军官
南京大屠杀期间，师团长中岛今朝吾中将，参谋长中泽三夫大佐
莱特岛战役期间，师团长牧野四郎中将

## 第16师团編成
第16师团
- 步兵第30旅团：旅团长佐佐木到一少将
  - 步兵第33联队
  - 步兵第38联队
- 步兵第19旅團：旅團長草场辰已少将
  - 步兵第9聯隊
  - 步兵第20聯隊
- 骑兵第20联队
- 野炮兵第22联队
- 工兵第16联队
- 辎重兵第16联队
- 通信队
- 卫生队：第1至第4野战医院。

最终部队编制
第16师团
- 步兵第9聯隊
- 步兵第20聯隊
- 步兵第33聯隊
- 搜索第16联队
- 野炮兵第22联队
- 工兵第16联队
- 辎重兵第16联队
- 通信队
- 卫生队：第1至第4野战医院。

## 参加南京大屠杀的主要部队之一
第16师团在南京中山门一带大肆烧杀淫掠，多次纵兵冲进“国际安全区”，袭击难民营。

## 参加太平洋战争
太平洋战争爆发后，第16师团被编入本间雅晴中将的第14军，进攻菲律宾，参加了第一、第二次巴丹半岛攻坚战和镇压菲律宾各岛抗日活动的讨伐战，之后驻屯在菲律宾。
1944年移驻雷伊泰島，10月12日，美军4个师登陆雷伊泰島，第16师团集中兵力死守塔克罗班机场，不敌失守。日军大本营不停地向雷伊泰島派遣援军，雷伊泰島的攻防战持续到了1944年12月，日军损失惨重。12月15日，美军在吕宋岛附近的明德罗岛登陆。日军所规划的雷伊泰島决战丧失战略意义，日军大本营命令在雷伊泰島守军“自给自足，永久抗战”，第16师团残部退到坎基伯特山中展开游击战。战后统计，第16师团有13778名官兵参加了雷伊泰島戰役，战死13158名，幸存仅620名，师团长牧野四郎中将在1945年8月10日自決。

## 来自该师团的南京大屠杀的人证
日军该师团老兵东史郎在1937年12月21日的日记中写道：“哭喊着的支那（中国）人被装进邮袋中，西本（日本兵）点着了火，汽油一下子燃烧起来。就在这时袋子里发出了一种无法言状的可怕的喊叫声。袋中人用浑身的力气使袋子跳了起来，自己滚动。……手榴弹在水中爆炸了，水面一下子鼓了起来，然后平静下去。”

## 相關項目
- 大日本帝國陸軍師團列表